# Parallelia bistriaris
Parallelia bistriaris là một loài bướm đêm trong họ Erebidae.